# Bill Rogers
Bill Rogers, född 10 september 1951 i Waco, Texas, är en amerikansk golfspelare som är mest känd för att ha vunnit 1981 års The Open Championship, en av golfens fyra majortävlingar.
Rogers far var överstelöjtnant i United States Air Force och han tillbringade därför en stor del av sitt liv som liten pojke i Tyskland och Marocko. Senare började han att studera på University of Houston där han var rumskamrat med den kommande PGA-spelaren Bruce Lietzke. Som amatör spelade Rogers för USA i Walker Cup 1973. 
Rogers spelade på PGA-touren mellan 1975 och 1988. Han vann sex tävlingar, varav fyra 1981 vilket var hans bästa år under karriären. Samma år vann han The Open Championship på Royal St George's med fyra slag före tvåan Bernhard Langer. 1981 utsågs han dessutom till PGA Player of the Year och det var det enda året som han deltog i USA:s Ryder Cup-lag. Han tyckte själv att det största som hade hänt honom var att han hade fått representera USA både som amatör och som proffs.
1982 vann Rogers PGA Grand Slam of Golf som inte är en tävling på PGA-touren så därför räknas inte prispengarna i Order of Merit. Efter ytterligare en PGA-seger 1983 försvann Rogers från touren. Han var borta i fem år innan han fick jobb som golfchef på San Antonio Country Club där han arbetade i elva år. När han fyllde 50 år 2001 började han att spela på Champions Tour men i mars 2005 hade han fortfarande inte vunnit någon seniortävling.

## Meriter

### Majorsegrar
- 1981 The Open Championship

### PGA-segrar
- 1978 Bob Hope Desert Classic
- 1981  Sea Pines Heritage, World Series of Golf, Texas Open
- 1983 USF&G Classic